# Aquilegia eximia
Aquilegia eximia là một loài thực vật có hoa trong họ Mao lương. Loài này được Van Houtte ex Planch. mô tả khoa học đầu tiên năm 1857.